# Diaspora malgache en France
La diaspora malgache en France regroupe la part des personnes originaires de Madagascar ayant émigré sur le territoire français, elle est estimée à 140 000. C'est la première communauté d'Afrique subsaharienne en France.

## Histoire

### Première vague (1880-1970)
Les premiers immigrants originaires de Madagascar venus en France sont, dans leur grande majorité, des soldats des forces coloniales dans l'armée françaises pour combattre dans les guerres mondiales. Il existe toutefois, une poignée d'étudiants originaires de la capitale, venant de familles particulièrement bien considérées par les autorités coloniales, partis en France suivre des formations en médecine et en théologie.

### Seconde vague (1975-1990)
Lors de l’arrivée au pouvoir de Didier Ratsiraka, caractérisé par la dégradation des conditions d'enseignement, les étudiants issus de la bourgeoisie de Tananarive en particulier, privilégient la formation en France, souvent à travers des cycles universitaires longs. Le marasme économique (paupérisation, dévaluation, corruption) que traverse Madagascar à cette époque conduit ces étudiants, jusque-là inscrits dans une démarche de migration temporaire, à s'installer durablement en France.

### Troisième vague (depuis 1990)
Les étudiants constituent toujours l’un des principaux flux d’installation en France, mais la tendance générale des profils socio-économiques des migrants malgaches en France semble avoir été modifiée. Avec l’évolution du contexte socio-économique malgache, ces étudiants semblent désormais provenir moins exclusivement de la bourgeoisie des hauts plateaux. Par ailleurs, issus de familles moins aisées, ils privilégieraient souvent des filières plus courtes.
En parallèle de ces mouvements migratoires dominants, on note aussi l'accroissement des « migrations maritales », à travers la croissance de l’activité des agences matrimoniales, facilitée par l’ère numérique.

## Répartition sur le territoire français
Selon des études de l'INSEE, près de 40% des immigrés malgaches résident en Île-de-France mais on voit aussi que pour des raisons de proximité géographique avec Madagascar, plus de 10% des malgaches de France résident dans l’île de la Réunion.

## Profil
58% des migrants d’origines malgaches ont obtenu le baccalauréat ou plus, alors que ça n’est le cas que de 45% des migrants d’Afrique sub-saharienne en général.

## Personnalités françaises d'origine malgache
- Franck Béria, footballeur
- Mialitiana Clerc, skieuse, première femme à représenter Madagascar aux Jeux olympiques d'hiver
- Philippe Eidel, musicien, compositeur, et réalisateur
- Thomas Fontaine, footballeur international malgache
- Jeanne Louise Galice alias Jain, auteure-compositrice-interprète
- Marco Ilaimaharitra, footballeur international malgache
- Aina Kuric, femme politique
- Romain Métanire, footballeur international malgache
- Jérémy Morel, footballeur international malgache
- Geoffroy Mussard alias Shurik'n, rappeur et producteur
- Raphaël Mussard alias Faf Larage, rappeur
- Bernard Petitbois, ancien athlète français
- Agnès Raharolahy, athlète
- Bernard Ramanantsoa, enseignant, directeur général du groupe HEC Paris de 1995 à 2015
- Sébastien Folin, présentateur TV
- Éric Rabesandratana, footballeur d'origine malgache
- Oboy, rappeur
- Tessah Andrianjafitrimo, tenniswoman
- Alex Ranarivelo, producteur
- Alexandre Ramalingom, footballeur international malgache
- Hery Bastien, footballeur international malgache
- Gotaga, streameur Twitch et youtubeur
- Tsew The Kid, chanteur et rappeur
- Chilla, rappeuse et chanteuse
- Guizmo, rappeur
- Sonny Rave chanteur de RNB/Pop